# Johan Lindberg (handbollsspelare)
Johan Lars Olof Lindberg, född 24 juli 1978, är en svensk tidigare handbollsspelare (vänsternia). Han kom på skytteligans sjundeplats i Elitserien 2001/2002 och sjätteplats 2002/2003.
Under större delen av karriären representerade Lindberg moderklubben IFK Tumba. Han var med om att kvalificera sig för Elitserien två gånger, 1998 och 2008. Totalt spelade han nio säsonger i Elitserien.
Lindberg spelade 9 J-, 29 U- och 15 A-landskamper för Sverige. Hans främsta landslagsmeriter är guld vid U18-EM 1997 och silver vid U21-VM 1999.

## Klubbar
- IFK Tumba (–2005)[1]
  -  IK Sävehof (lån, 2004)[2]
- IF Guif (2005–2007)[3][4]
- IFK Tumba (2007–?)[5]